# Xanthorhoe gigantaria
Xanthorhoe gigantaria là một loài bướm đêm trong họ Geometridae.